# Coregonus widegreni
Coregonus widegreni és una espècie de peix de la família dels salmònids i de l'ordre dels salmoniformes.

## Morfologia
Els mascles poden assolir 50 cm de llargària total i 2.000 g de pes.

## Reproducció
És ovípar i enterra els ous en nius desprotegits. Fresa entre les acaballes de novembre i el 20 de desembre.

## Alimentació
Menja invertebrats planctònics i bentònics.

## Distribució geogràfica
Es troba a Europa: Alemanya, Polònia, Finlàndia i Rússia.